# Jean-Marie Le Pen
Jean-Marie Le Pen (phát âm tiếng Pháp: [ʒɑ ma.ʁi lə.pɛn], sinh ngày 20 tháng 6 năm 1928 và mất ngày 7 tháng 1 năm 2025. Ông là một chính khách người Pháp, lãnh đạo đảng Mặt trận Quốc gia từ khi thành lập vào năm 1972 đến năm 2011.
Sự tiến triển của ông vào cuối những năm 1980 được gọi là "Lepénisation des esprits" hay "Le Pen-isation" đối với tinh thần, do ảnh hưởng đáng chú ý của nó đối với quan điểm chính trị chính thống. Le Pen tập trung vào các vấn đề liên quan đến nhập cư vào Pháp, Liên minh châu Âu, văn hoá và các giá trị truyền thống, luật pháp và trật tự và giảm tỷ lệ thất nghiệp ở Pháp. Ông ủng hộ các hạn chế nhập cư, hình phạt tử hình, khích lệ người nội trợ, và chủ nghĩa đồng euro. Những bài phát biểu gây tranh cãi của ông và sự hội nhập của ông vào cuộc sống công cộng đã làm cho ông trở thành một nhân vật phân cực hóa quan điểm, được coi là "Quỷ của Cộng hòa" giữa các đối thủ của ông hoặc là "samurai cuối cùng trong chính trị" trong số những người ủng hộ ông.
Việc ông đi tới vòng hai trong cuộc bầu cử tổng thống vào ngày 21 tháng 4 năm 2002 đã để lại dấu ấn cho đời sống công cộng của Pháp, và "Ngày 21 tháng 4" đang được sử dụng thường xuyên tại Pháp. Thâm niên của ông về chính trị và năm lần ông ra tranh cử tổng thống Pháp đã làm ông trở thành một nhân vật quan trọng trong đời sống chính trị của Pháp. Ông đã bị trục xuất khỏi đảng này bởi con gái ông, Marine Le Pen vào ngày 20 tháng 8 năm 2015 sau những tuyên bố gây tranh cãi mới và thấy mình bị gạt ra ngoài lề trong vũ đài chính trị Pháp. Vào tháng 4 năm 2024, Jean Marie Le Pen được đặt “được pháp luật bảo vệ” theo yêu cầu của gia đình ông.

## Tiểu sử

### Thời trẻ
Jean-Marie Le Pen sinh ngày 20 tháng 6 năm 1928 tại La Trinité-sur-Mer, một ngôi làng ven biển nhỏ ở Brittany, con trai của Anne Marie Hervé và Jean Le Pen, một ngư dân. Ông được mồ côi như một thanh thiếu niên (pupille de la nation, được nhà nước nuôi nấng), khi chiếc thuyền của cha ông bị một hòn đá nổ vào năm 1942. Ông được nuôi dạy như là một người Công giáo La Mã và theo học tại trường trung học Jesuit François Xavier ở Vannes, Sau đó tại lycée của Lorient.
Tháng 11 năm 1944, khi 16 tuổi, ông đã bị Đại tá Henri de La Vaissière (đại diện của Thanh niên Cộng sản) từ chối (vì tuổi của ông) khi ông cố gia nhập lực lượng Nội chiến Pháp (FFI). Sau đó ông vào khoa luật tại Paris, và bắt đầu bán tờ báo "The Aspects de la France" của chế độ quân chủ, trên đường phố. Ông bị buộc tội nhiều lần vì tấn công (coups et blessures). Le Pen bắt đầu sự nghiệp chính trị của mình với tư cách là người đứng đầu hiệp hội sinh viên tại Toulouse. Ông trở thành chủ tịch Hiệp hội các nhà tài trợ của Hiệp hội, một hiệp hội luật sư sinh viên có nghề chính là tham gia vào các cuộc cãi lộn trên đường phố chống lại "Cocos" (cộng sản). Ông bị loại khỏi tổ chức này vào năm 1951.
Sau thời gian ở trong quân đội, ông theo học khoa học chính trị và luật tại Đại học Panthéon-Assas. Luận án tốt nghiệp của ông, được Jean-Loup Vincent đưa ra năm 1971, có tựa đề Le courant anarchiste en France depuis 1945 hay "Phong trào bất chính ở Pháp từ năm 1945".

### Nghĩa vụ quân sự
Sau khi nhận được văn bằng luật của mình, ông gia nhập quân đội nước ngoài. Ông đến Đông Dương sau cuộc chiến năm trận Điện Biên Phủ 1954, mất Việt Nam đồng nghĩa với việc khiến thủ tướng  Pháp thời kì đó là Pierre Mendes buộc phải chấm dứt cuộc chiến tranh Đông Dương tại Hội nghị Giơ-ne-vơ. Le Pen sau đó được gửi đến Suez năm 1956, nhưng chỉ đến sau khi ngừng bắn. Năm 1953, một năm trước khi cuộc Chiến tranh Algeria bắt đầu, ông liên lạc với Tổng thống Vincent Auriol, người đã chấp thuận dự án cứu trợ thiên tai của ông Le Pen sau khi xảy ra trận lụt ở Hà Lan. Trong vòng hai ngày, đã có 40 tình nguyện viên từ trường đại học của ông ta, một nhóm sau đó sẽ giúp các nạn nhân của trận động đất ở Ý. Tại Paris năm 1956, ông được bầu vào Quốc hội như một thành viên của đảng Dân chủ UDCA của Pierre Poujade. Le Pen, 28 tuổi, là thành viên trẻ nhất của Hội đồng.
Năm 1957, ông trở thành Tổng Thư ký Mặt trận Tổ quốc, một tổ chức cựu chiến binh, cũng như là chính trị gia người Pháp đầu tiên đề cử một ứng cử viên Hồi giáo, Ahmed Djebbour, một người Algeria, được bầu vào năm 1957 với tư cách là phó của Paris. Năm tiếp theo, sau khi nghỉ giải lao với Poujade, ông Lê Bút đã được tái đắc cử vào Quốc hội như một thành viên của đảng Trung tâm Quốc gia về Quyền Riêng tư và Paysans, do Antoine Pinay lãnh đạo.
Le Pen tuyên bố rằng ông đã bị mất mắt trái của mình khi ông bị đánh đập dữ dội trong chiến dịch bầu cử năm 1958. Các bằng chứng cho thấy ông chỉ bị thương trong mắt phải và không bị mất. Ông bị mất thị lực trong mắt của mình nhiều năm sau đó, do một bệnh. Trong những năm 1950, Le Pen quan tâm sâu sắc đến Chiến tranh Algeria (1954-1962) và ngân sách quốc phòng của Pháp.
Bầu cử đại biểu Quốc hội Pháp dưới sự chỉ định của Poujadist, Le b u đã tự nguyện nối lại mình trong hai đến ba tháng trong Bộ Ngoại giao Pháp. Sau đó anh được phái đến Algérie (1957) với tư cách là một sĩ quan tình báo. Anh ta bị buộc tội tham gia vào việc tra tấn.Bản thân Le Pen đã bác bỏ những cáo buộc này, mặc dù ông thừa nhận đã biết về việc sử dụng nó. 